# Sủng Thài
Sủng Thài là một xã thuộc huyện Yên Minh, tỉnh Hà Giang, Việt Nam.

## Địa lý
Xã Sùng Thài có vị trí địa lý:
- Phía đông giáp huyện Đồng Văn và xã Hữu Vinh
- Phía tây giáp xã Lao Và Chải
- Phía nam giáp thị trấn Yên Minh và xã Hữu Vinh
- Phía bắc giáp xã Sủng Cháng.

Xã Sùng Thài có diện tích 27,90 km², dân số năm 2019 là 7.161 người, mật độ dân số đạt 257 người/km².

## Hành chính
Xã Sủng Thài được chia thành 19 thôn: Sủng Thài A, Sủng Thài B, Suối Tỷ, Xà Ván, Chứ Xá, Sủng Phíng, Sủng Phíng A, Sủng Phíng B, Sủng Là, Tráng Pùng A, Tráng Pùng B, Há Lìa, Hồng Ngài A, Hồng Ngài B, Hồng Ngài C, Lủng Phủng A, Lủng Phủng B, Đạm Khỏa, Lủng Vảng.

## Lịch sử
Trước đây, Sùng Thài là một xã thuộc huyện Đồng Văn.
Ngày 21 tháng 12 năm 1982, Hội đồng Bộ trưởng ban hành Quyết định 179-HĐBT về việc tách xã Sủng Thài của huyện Đồng Văn sáp nhập vào huyện Yên Minh.